# Themelium elatum
Themelium elatum är en stensöteväxtart som beskrevs av Barbara S. Parris. Themelium elatum ingår i släktet Themelium och familjen Polypodiaceae. Inga underarter finns listade.